# كيث بيكويذ
كيث بيكويذ (بالإنجليزية: Keith Beckwith)‏ هو لاعب كرة قدم أسترالية أسترالي، ولد في 9 ديسمبر 1938.

## وصلات خارجية
- كيث بيكويذ على موقع AustralianFootball.com (الإنجليزية)
- كيث بيكويذ على موقع AFLtables.com (الإنجليزية)